# 末広町 (花巻市)
末広町（すえひろちょう）は、岩手県花巻市に存在する町名。花巻中央地区の内の一つの町名であり、同町の行政区コードは123である。郵便番号は025-0079。

## 世帯数と人口
2017年（平成29年）5月31日現在の世帯数と人口は以下の通りである。
| 町丁   | 世帯数 | 人口  |
| ------ | ------ | ----- |
| 末広町 | 76世帯 | 147人 |

## 地理
末広町はJR花巻駅から大通りを挟んで南へ向かった先に位置する。同町の周囲の他町名とでは北に大通り、東に吹張町、南に鍛治町、西に材木町とそれぞれ接する。

## 交通

### バス
- 岩手県交通の花巻営業所の一部路線を除く一般路線（石鳥谷線、花巻温泉線、湯口線、土沢線、高木団地線、栃内線、太田線、天下田団地線、成田線）が花巻駅から大通りを経由し末広町内を通っている[4]。

### 道路
- 岩手県道103号花巻和賀線が末広町の北側で少し通過している。

### 鉄道
- JR東日本東北本線と釜石線の花巻駅（大通り内）へは同町から岩手県道103号を北方向に沿って進むと着く。

## 施設
- 花巻末広町郵便局
- 岩手銀行鍛治町支店（末広町内に存在する）
- 花巻地区コミュニティ消防センター
- 和風ビジネスホテル中島屋
- カラオケルームドリーム
- 八森スポーツ
- ます屋（レストラン）
- かつら（レストラン）
- 菅野歯科医院